# Tregalizumab
Il tregalizumab è un anticorpo monoclonale umanizzato che funge da immunomodulatore. Conosciuto anche con la sigla BT-061, il tregalizumab si lega al dominio 2 dell'antigene CD4, concorrendo all'attivazione dei linfociti T regolatori (soppressori).